# Asparagus pearsonii
Asparagus pearsonii là một loài thực vật có hoa trong họ Măng tây. Loài này được Kies mô tả khoa học đầu tiên năm 1951.